# Jonglering
Jonglering (franska: jongler, efter latinets joculari, på svenska sedan 1870) går i sin vanligaste form ut på att hålla flera föremål i luften genom upprepade uppåtkast. Tre bollar är den vanligaste konstellationen, men även käglor, ringar och brinnande facklor är flitigt använda. Inom uppvisningar kan man stöta på allt från stekpannor och ägg till yxor och motorsågar.
Ordet "jonglering" används i mer utvidgad betydelse som samlande begrepp för all konstfull hantering av objekt: kontaktjonglering, där man låter bollar förflytta sig över kroppen utan att kasta upp dem; devilstick, där en stav i rotation hanteras med hjälp av en stödpinne i vardera handen; diabolo, där en trissa ges rotation och kastas upp i luften med hjälp av ett snöre, med mera.
Vissa anser att även poi är en jongleringsform.

## Jongleringsmönster och -trick

Animation av trebollsjonglering.

Inom jongleringen så skiljer utövarna ofta på begreppen "mönster" och "trick". Mönster, som på engelska kallas för patterns, är upprepningar av ett eller flera kast av objekten på rad, som bildar en viss kombination i luften. Trick avser ofta en bredare definition av något som särskiljer sig från det tidigare mönstret. Detta kan innebära till exempel en enstaka runda av en serie av kast som sedan vid upprepning blir ett mönster. Benämningen "trick" används ibland också som synonym till mönster.
Grundmönstret i trebollsjonglering kallas kaskad. Här alternerar kasten mellan de bägge händerna. Vänsterhanden fångar då de bollar som kastats med högerhanden och vice versa. Kaskadtekniken går bara att använda när ett udda antal bollar, ringar eller käglor jongleras. Få jonglörer bemästrar fler än fem bollar.
Vid ett jämnt antal föremål, vanligen fyra bollar eller ringar, kan man använda sig av en fontän. I detta mönster fångas objekten i samma hand som de kastas ifrån, varför föremålen aldrig kommer till att korsa varandras bana.
En tredje, grundläggande teknik, är att jonglera en 'shower'. I detta mönster kastas alla objekten från den ena handen till den andra och vid fångst matas bollen över till den första handen igen. Detta bildar den klassiska cirkeln som oftast ses i tecknade bilder av jonglörer. Detta mönster anses svårare än både kaskaden och fontänen. Många nybörjare har en föreställning om att detta mönster är det riktiga sättet att jonglera på, vilket kan försvåra inlärningen.

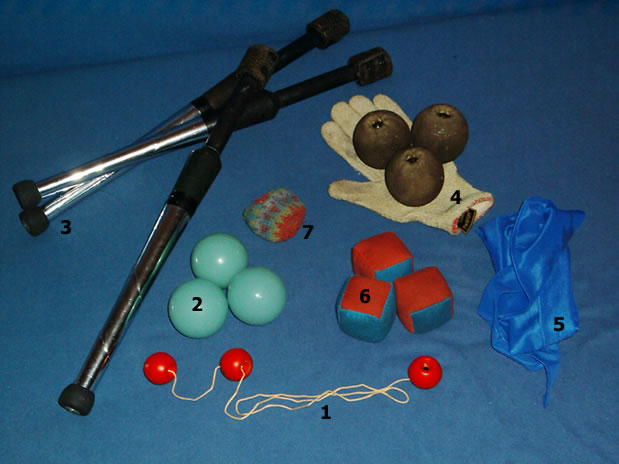
Exempel på olika typer av jongleringsutrustning.

Förutom dessa teoretiskt enkla grundmönster, finns en stor mängd mer avancerade trick. Dessa har ofta målande eller respektingivande namn, såsom "The box", "Mills mess" eller "Rubenstein's revenge". För att hålla reda på alla komplicerade trick har flera noteringssystem utvecklats, där siteswap torde vara det mest utbredda.

## Jongleringskonvent
Jonglörer över hela världen samlas på jongleringskonvent för att utbyta idéer, se på duktiga artister och visa fram sina konster för varandra. Konventen har för många också en viktig, social funktion. De flesta länder har sina egna konvent, och i Sverige träffas jonglörer årligen på SJC (Swedish Juggling Convention). På nordisk nivå arrangeras NJC (Nordic Juggling Convention) och på europeisk nivå arrangeras EJC (European Juggling Convention). EJC samlar tusentals jonglörer från Europa och även övriga världen, medan SJC och NJC typiskt samlar ett hundratal jonglörer.
En typisk aktivitet på ett konvent är verkstäder av olika slag (går också under det engelska namnet workshops), där en eller ett par duktiga jonglörer lär ut teknik eller koncept. Det kan vara ren jongleringsteknik, men också träningsteknik, utforskningsteknik, scenteknik, med mera. Dessutom förekommer det ofta verkstäder om andra cirkuskonster på ett jongleringskonvent.
En annan populär aktivitet är lekar och tävlingar. Endast arrangörernas fantasi sätter gränser för vad man kan tävla i. Några typiska tävlingar handlar om uthållighet och stabilitet men också lekar som jonglörers egen variant av 'Simon Says' eller vem som kan träffa en låda med en diabolo först.
Många konvent riktar sig också delvis till allmänheten, exempelvis med en publik föreställning ('public show'), en parad eller gatuföreställningar.

## Gallery

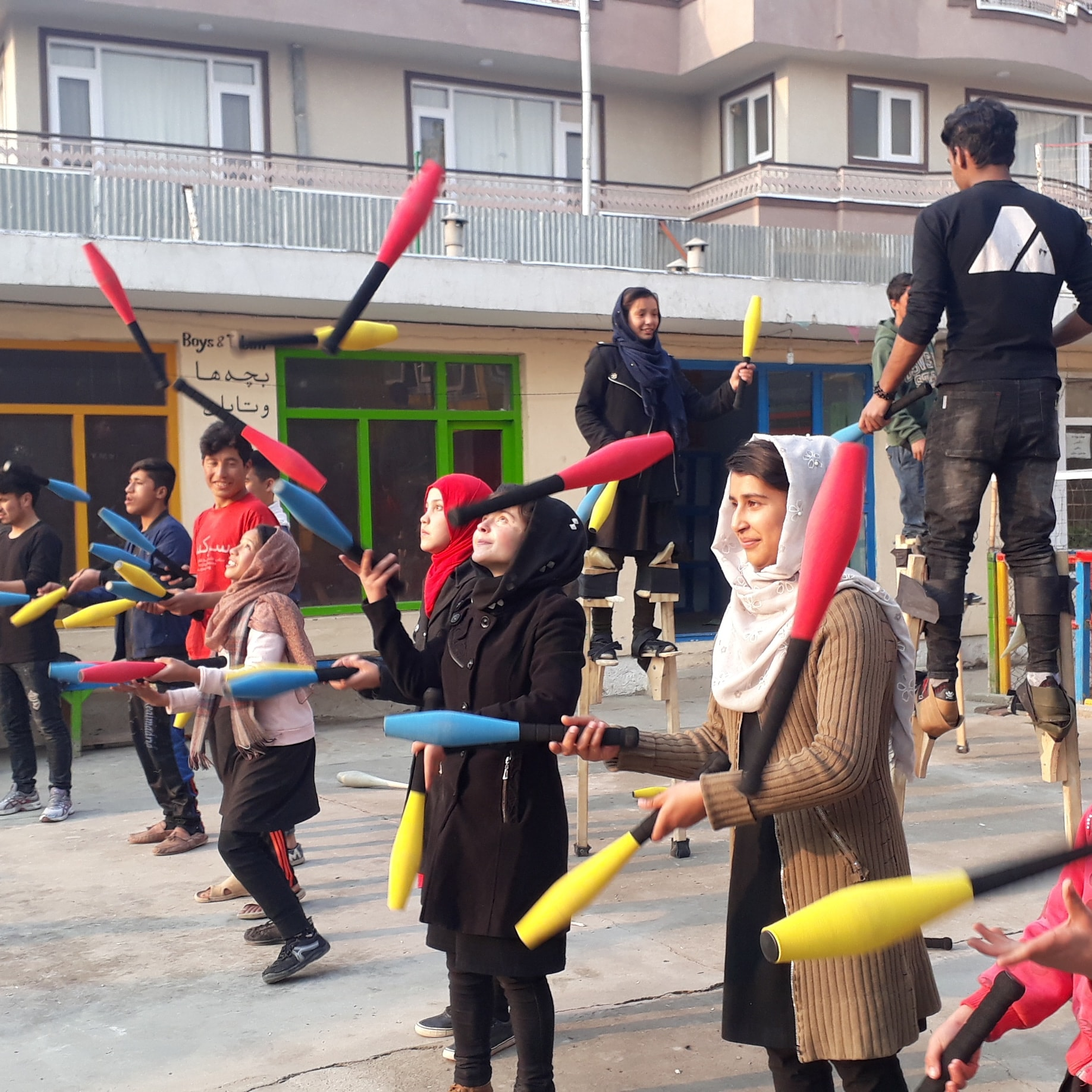
Afghanska ungdomar som jonglerar.
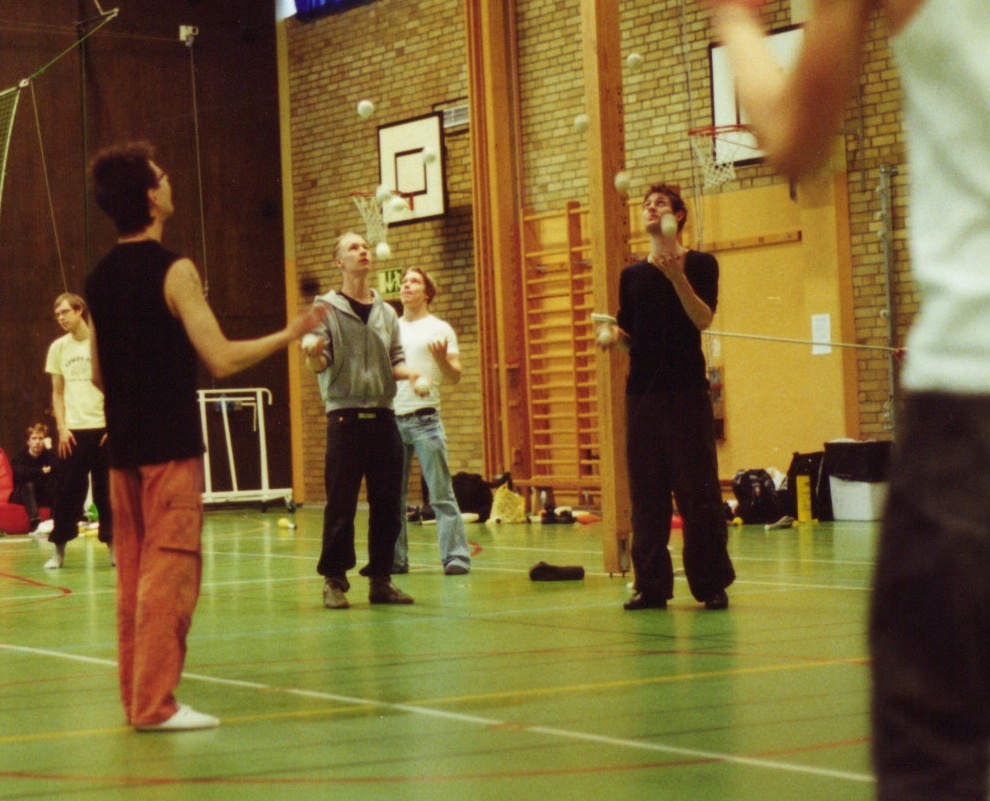
Uthållighetstävling i fembollarsjonglering.
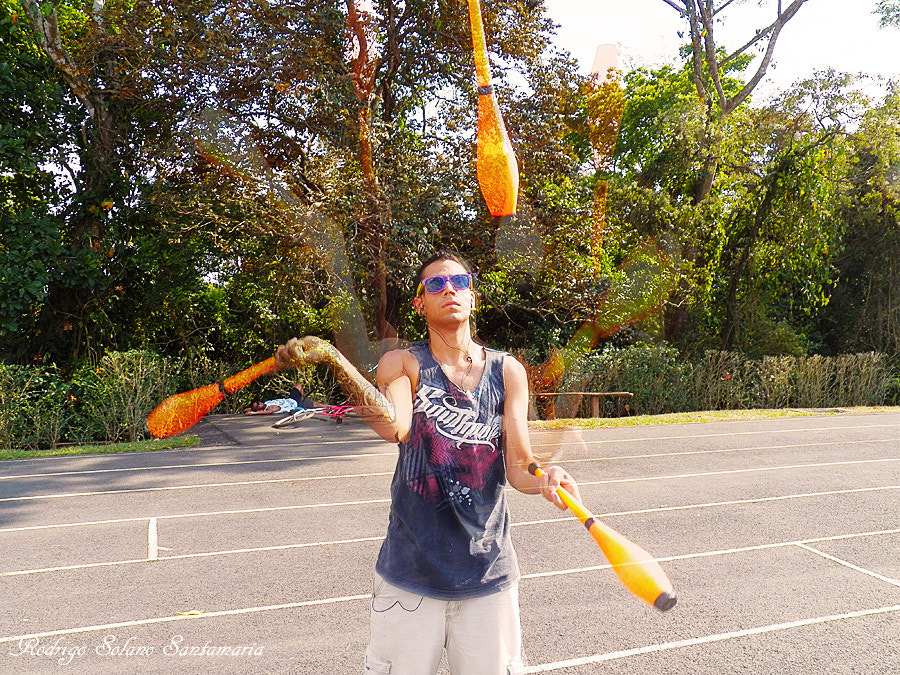
Jongerling med klubbor.